# Landesregierung Steinböck II
Die Landesregierung Steinböck II bildete die Niederösterreichische Landesregierung während der V. Gesetzgebungsperiode vom 5. November 1949 bis zum 10. November 1954. Sie folgte der Landesregierung Steinböck I nach. Nach der Landtagswahl vom 9. Oktober 1949 stellte die Österreichische Volkspartei (ÖVP) vier Regierungsmitglieder, die Sozialdemokratische Partei Österreichs (SPÖ) stellte 3 Regierungsmitglieder. Die Kommunistische Partei Österreichs (KPÖ) entsandte mit Laurenz Genner lediglich ein „beratendes Mitglied“ in die Landesregierung.

## Regierungsmitglieder
| Amt                           | Name             | Partei | Ressorts |
| ----------------------------- | ---------------- | ------ | -------- |
| Landeshauptmann               | Johann Steinböck | ÖVP    |          |
| Landeshauptmannstellvertreter | August Kargl     | ÖVP    |          |
| Landeshauptmannstellvertreter | Franz Popp       | SPÖ    |          |
| Landesrat                     | Viktor Müllner   | ÖVP    |          |
| Landesrat                     | Johann Waltner   | ÖVP    |          |
| Landesrat                     | Hans Brachmann   | SPÖ    |          |
| Landesrat                     | Felix Stika      | SPÖ    |          |